# Castillo de Castellar de Nuch
El castillo de Castellar de Nuch es un castillo fronterizo del municipio de Castellar de Nuch (Bergadá) en la provincia de Barcelona declarado Bien Cultural de Interés Nacional.

## Descripción
Únicamente quedan algunos restos de muros ahora aprovechados para hacer un cobertizo o corral. Actualmente no es de dimensiones demasiado grandes, de planta rectangular. Las paredes son de grandes sillares de piedra dejados a la vista, sin desbastar, dispuestos en hiladas y unidos con mortero. Se pueden apreciar las señales de algunas de las antiguas aberturas, actualmente cegadas.

## Historia
Documentado el año 938, las primeras menciones históricos datan ya del siglo X. La carta puebla, sin embargo, es de 1292. En 1326 hay documentado a Arnau de Saga como señor del castillo. En los siglos XIV y XV también hay varias noticias históricas. Por último se sabe que durante el siglo XVII fue residencia del duque de Alba. El castillo, junto con su calle, conforman el núcleo original de la población. Actualmente, sin embargo, ha sido bastante modificado para convertirse en vivienda esporádico.